# Extravagant tal
Extravagant tal är ett naturligt tal som har färre siffror än antalet siffror i sin primtalsfaktorisering (inklusive exponenter).
Exempel på extravaganta tal i basen 10 är:
- 4 = 22
- 6 = 2 × 3
- 8 = 23
- 9 = 32

Extravaganta tal kan definieras i vilken bas som helst. Det finns oändligt många extravaganta tal, oavsett vilken bas används.